# Narpay

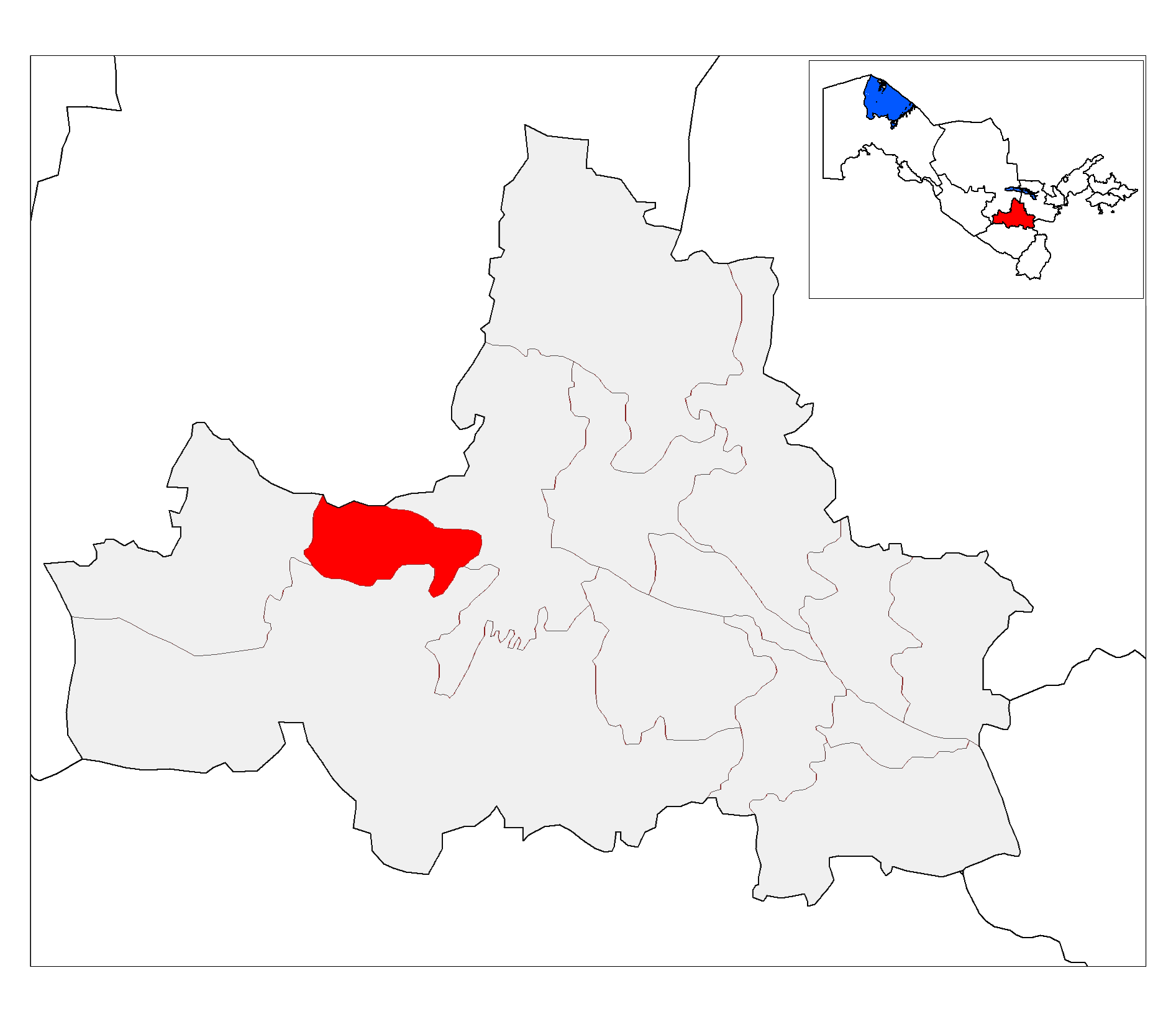
Lage des Bezirks in der Viloyat Samarqand

Der Bezirk Narpay ist ein Bezirk in der usbekischen Viloyat Samarqand. Die Hauptstadt ist die Stadt Oqtosh. Der Bezirk ist 440 km2 groß und hat 215.500 Einwohner (Schätzung 2021).

## Gliederung
Der Bezirk ist in 9 Landgemeinden, eine Stadt (Oqtosh) und 3 Siedlungen städtischen Typs untergliedert. Die drei Siedlungen städtischen Typs sind Mirbozor, Guliston und Qoʻyi Charxin. Die 9 Landgemeinden sind:
- Oltioʻgʻil
- Islom Shoir
- Qorakoʻl
- Kosogoron
- Qadim
- Chaqar
- Balandqoʻrgʻon
- Yangirabod
- Qorasiyrak